# Jaroslav Míl
Jaroslav Míl (* 10. srpna 1958) je český odborník na energetiku, bývalý generální ředitel společnosti ČEZ a bývalý vládní zmocněnec pro jadernou energetiku.

## Život a kariéra
Absolvoval obor Ekonomika a řízení energetiky na Fakultě elektrotechnické ČVUT v Praze, při postgraduálním studiu se zaměřil na jaderné elektrárny. V roce 1998 získal titul MBA ve Velké Británii.
Ve společnosti ČEZ začal působit hned po studiích, od roku 1985, mimo jiné jako ředitel sekce Nákup a palivové cykly (1994–2000) a generální ředitel a předseda představenstva Elektráren Opatovice (2000). V letech 2000–2003 působil jako předseda představenstva a generální ředitel ČEZ. Během působení ve funkci ředitele se snažil přihlásit ČEZ do privatizace Severočeských dolů a Sokolovské uhelné. Na pozici ředitele ho nahradil Martin Roman.
Navíc v letech 1997–2000 předsedal Radě Správy úložišť radioaktivních odpadů  a v letech 2004–2011 byl prezidentem Svazu průmyslu a dopravy. V roce 2008 mu byla nabídnuta pozice vicepremiéra pro ekonomiku v druhé vládě Mirka Topolánka, nabídku odmítl. Hospodářské noviny v červnu 2013 uvedly, že se stal členem představenstva skupiny SUEK, která je největším těžařem energetického uhlí v Rusku a jedním z největších těžařů uhlí na světě. Tam působil do roku 2015, ve stejné době byl členem představenstva i ve společnosti Slovenské elektrárny.

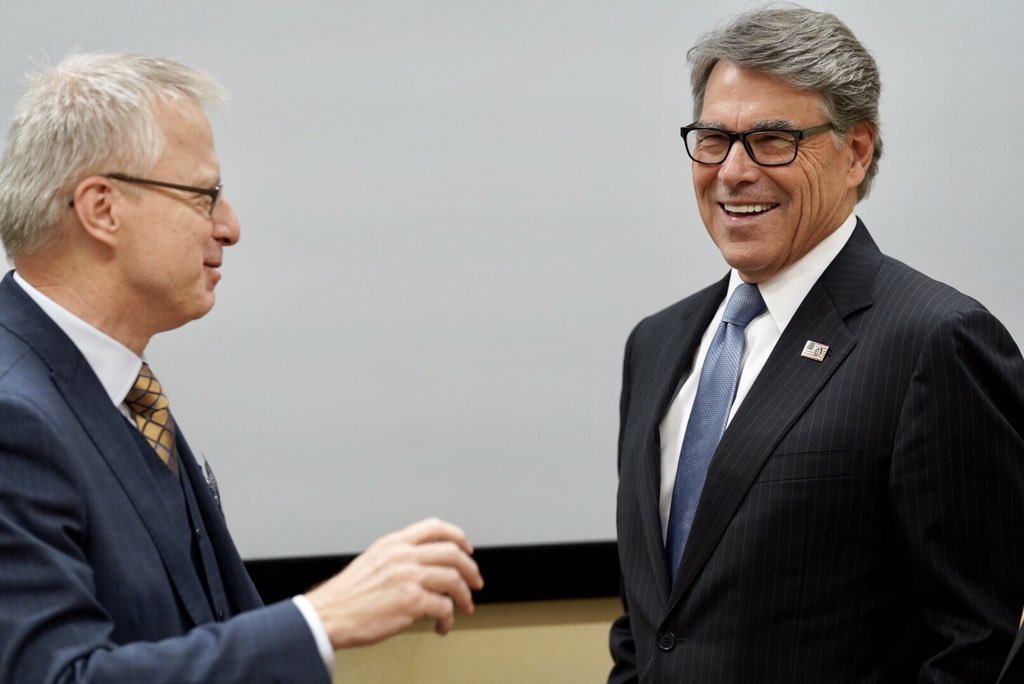
Jaroslav Míl (vlevo) jako vládní zmocněnec pro jadernou energetiku při setkání s tehdejším ministrem energetiky USA, Rickem Perrym (Brusel, 2019)

Během druhé vlády Andreje Babiše se stal v roce 2018 premiérovým poradcem pro jadernou energetiku. V únoru 2019 pak byl jmenován do funkce vládního zmocněnce pro jadernou energetiku, kde nahradil Jána Štullera. Měl na starosti především dostavbu jaderné elektrárny Dukovany, u které aktivně se zasazoval proti účasti Ruska a Číny. V březnu 2021 byl na návrh tehdejšího ministra průmyslu a obchodu Karla Havlíčka odvolán z funkce. O svém odvolání do poslední chvíle nevěděl a postup ministerstva zkritizoval v dopise adresovaném Bezpečnostní radě státu. Následně byl zajištěním činností zmocněnce dočasně pověřen ministr průmyslu a obchodu.